# Arne Bogren
Arne Bogren es un deportista sueco que compitió en piragüismo en la modalidad de aguas tranquilas. Ganó la medalla de oro en el Campeonato Mundial de Piragüismo de 1938, en la prueba de K1 plegable 10 000 m.

## Palmarés internacional
| Campeonato Mundial | Campeonato Mundial | Campeonato Mundial | Campeonato Mundial   |
| Año                | Lugar              | Medalla            | Evento               |
| ------------------ | ------------------ | ------------------ | -------------------- |
| 1938               | Vaxholm (Suecia)   | Medalla de oro     | K1 plegable 10 000 m |